# Comuna de Lubin
Lubin (polaco: Gmina Lubin) é uma gminy (comuna) na Polónia, na voivodia de Baixa Silésia e no condado de Lubiński. A sede do condado é a cidade de Lubin.
De acordo com os censos de 2004, a comuna tem 11 632 habitantes, com uma densidade 37,4 hab/km².

## Área
Estende-se por uma área de 290,15 km², incluindo:
- área agricola: 51%
- área florestal: 37%

## Demografia
Dados de 30 de Junho 2007:
|                      | Total   | Total | Mulheres | Mulheres | Homens  | Homens |
| -------------------- | ------- | ----- | -------- | -------- | ------- | ------ |
|                      | pessoas | %     | pessoas  | %        | pessoas | %      |
| População            | 11 632  | 100   | 5856     | 50,3     | 5776    | 49,7   |
| Densidade (pop./km²) | 40      | 100   | 20,2     | 20,2     | 19,9    | 19,9   |

De acordo com dados de 2002, o rendimento médio per capita ascendia a 2525,31 zł.

## Subdivisões
- Buczynka, Bukowna, Chróstnik, Czerniec, Dąbrowa Górna, Gogołowice, Gola, Gorzelin, Gorzyca, Karczowiska, Kłopotów, Krzeczyn Mały, Krzeczyn Wielki, Księginice, Lisiec, Miłoradzice, Miłosna, Miroszowice, Niemstów, Obora, Osiek, Pieszków, Raszowa, Raszowa Mała, Raszówka, Siedlce, Składowice, Szklary Górne, Ustronie, Wiercień, Zimna Woda.

## Comunas vizinhas
- Chocianów, Chojnów, Kunice, Lubin, Miłkowice, Polkowice, Prochowice, Rudna, Ścinawa